# Miguel Mañara

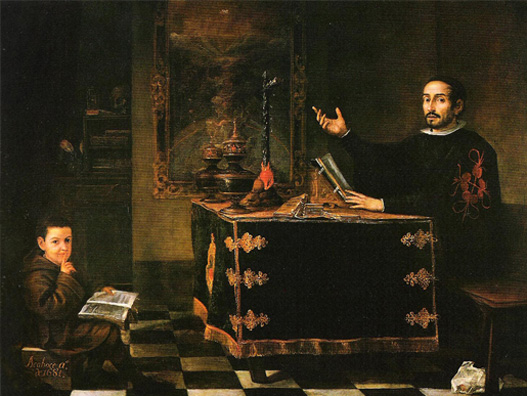
Miguel Mañara lee la regla de la Hermandad de la Caridad (1681), de Juan de Valdés Leal, Sevilla, Hospital de la Caridad.

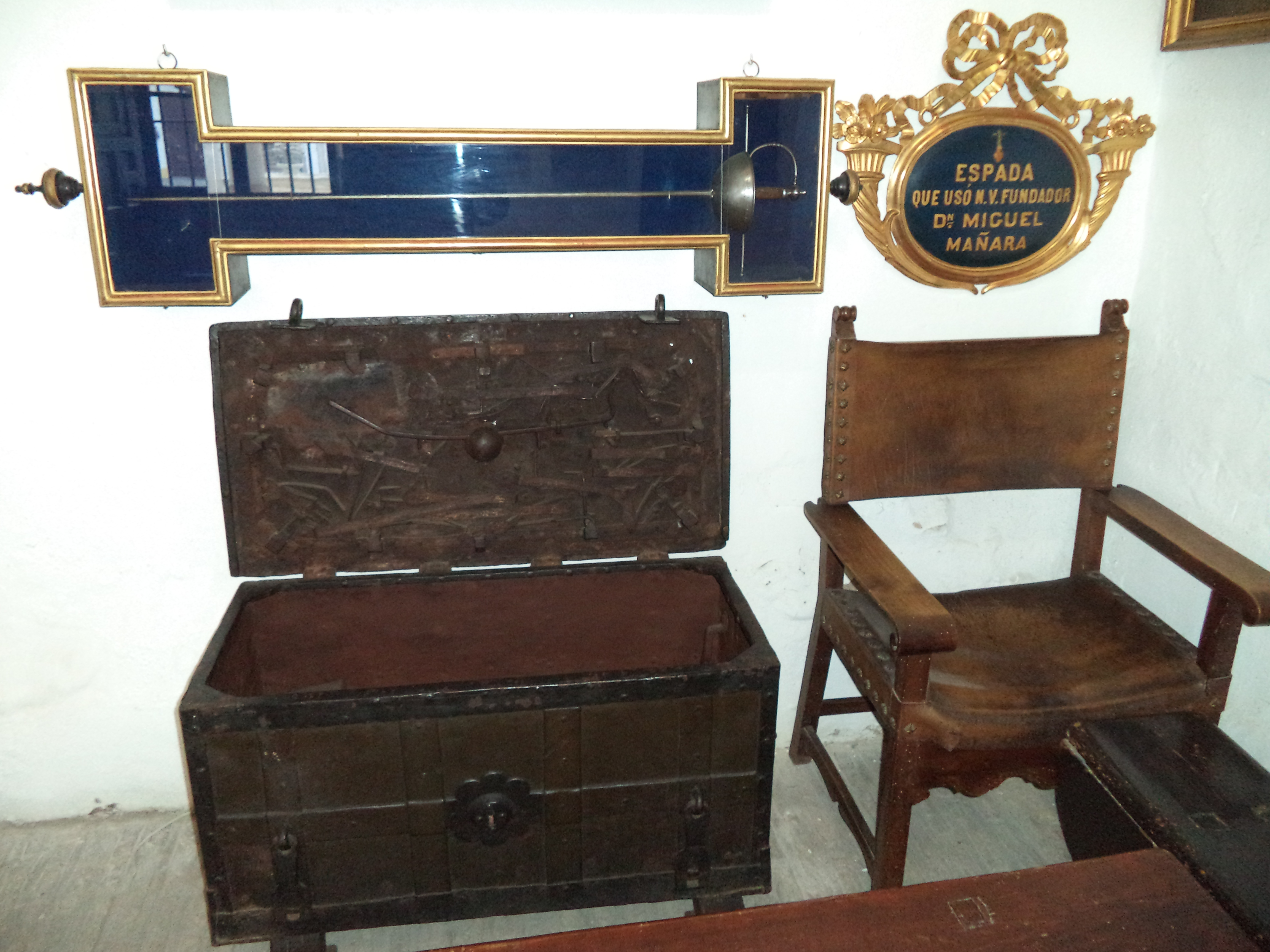
Espada de Miguel Mañara junto a una silla y una antigua caja de caudales en la sala del cabildo del Hospital de la Caridad de Sevilla

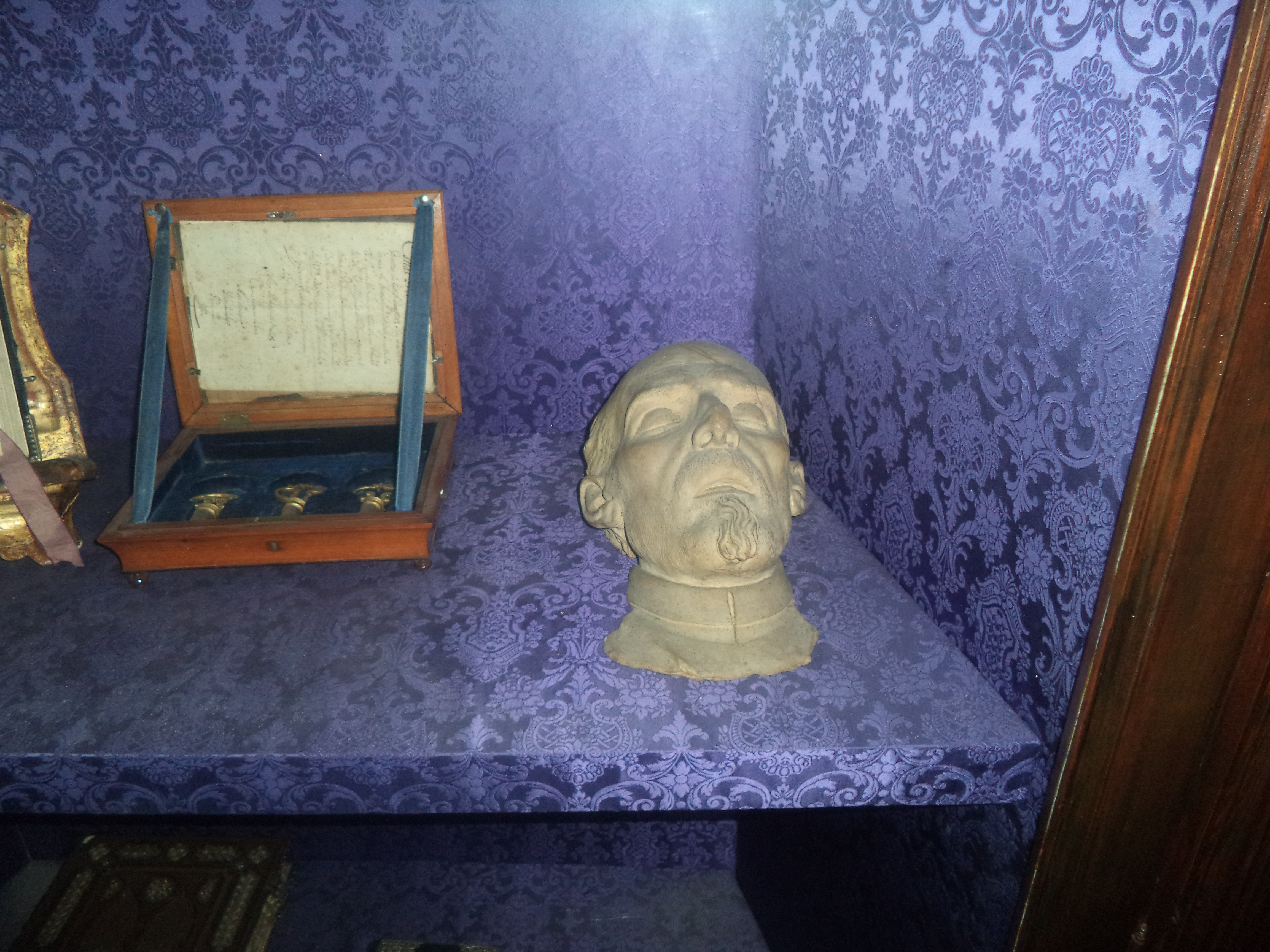
Máscara mortuoria de Miguel Mañara.

Miguel Mañara Vicentelo de Leca (Sevilla, 3 de marzo de 1627-Sevilla, 9 de mayo de 1679) fue un noble español, hermano mayor de la Santa Caridad de Sevilla. Preocupado por los pobres, impulsó la creación para ellos de un hospicio y dos enfermerías. También consiguió finalizar las obras de la Iglesia de San Jorge. Fue declarado venerable en 1985.
Él mismo dijo haber llevado una vida licenciosa antes de su conversión, por lo que a partir del siglo XIX algunos le han comparado con don Juan Tenorio.

## Origen familiar
Su padre, Tomás Mañara Leca Colona, era de Córcega. Nació en Calvi, entonces perteneciente a la señoría de Génova, hacia 1574. Posteriormente, se trasladó a Sevilla. Su madre, Jerónima Anfriano Vicentelo, nació hacia 1590 y provenía de la familia Anfriano, natural de Calvi, y de la familia Vicentelo, de origen italiano.
Tomás Mañara partió a las Indias, donde estuvo casi diez años. Volvió como rico comerciante y con una esclava llamada Martina. En diciembre de 1607 presentó ante el presidente y jueces oficiales de la Casa de Contratación de Indias unas cédulas reales que había conseguido en la Corte de Madrid para poder regresar a América. Es posible que, tras esto, pasase en Perú cuatro años. En Sevilla, ejerció de consiliario del Consulado de Cargadores a Indias.
Entre finales de 1611 y principios de 1612, Tomás se casó con Jerónima en la Iglesia de San Bartolomé.
El matrimonio vivió en la collación de San Nicolás. En 1623 compraron la casa palacio de la calle Levíes, en la collación de San Bartolomé. Esta casa pasó a ser propiedad de la Hermandad de la Santa Caridad en 1916 y, en 1989, fue comprada por la Junta de Andalucía.
De los diez hijos que tuvo el matrimonio solamente sobrevivieron seis: Juan Antonio, nacido en 1613 y fallecido en 1640; Isabel, que se casó con Juan Gutiérrez Tello de Guzmán y Medina y murió en 1688; Ana María, monja profesa en el Convento de Santa Clara; María Jerónima, muerta en 1633 a los 14 años de edad; Francisco, clérigo fallecido en 1640 cuando estaba a punto de ser canónigo de la catedral de Sevilla y arcediano de Carmona; y Miguel Mañara, que fue el noveno de los hijos.
La familia conformada por Tomás y Jerónima era católica devota y caritativa. Contaban con un capellán familiar: Pedro del Río. Tomás era familiar del Santo Oficio, lo que demostraba que no descendía de conversos. Tomás fue hermano mayor de la Hermandad de San Pedro Mártir, constituida por familiares del Santo Oficio, y le correspondía llevar el estandarte del Santo Oficio en los actos públicos.

## Infancia
Miguel Mañara nació en la casa palacio de la calle Levíes, en Sevilla, el 3 de marzo de 1627. Ese mismo día fue bautizado en la Iglesia de San Bartolomé.
Su padre, Tomás, obtuvo en 1633 licencia de Felipe IV para establecer un mayorazgo en la familia.
Tomás se vio obligado a demostrar que descendía de nobles (por la rama de los Leca) para que su hijo Juan Antonio entrase en la Orden de Santiago y para que su hijo Miguel entrase en la Orden de Calatrava.
El Consejo de las Órdenes Militares aprobó el 12 de junio de 1635 que se despachara el hábito de Calatrava a Miguel Mañara, que entonces tenía ocho años. La imposición del hábito tuvo lugar en la iglesia del Monasterio de San Clemente.
Se desconoce qué estudios recibió, pero sus contemporáneos admiraban que supiese leer y comentar la Biblia en latín. Cuando Miguel Mañara falleció, su confesor, Juan Grande Santos de San Pedro, encontró en sus posesiones una Biblia llena de comentarios en los márgenes escritos de su puño y letra.
Un amigo de la infancia, Manuel Velázquez, dijo de él que era:

empleado en ejercicios de mozo, que ejercitaba con primor, así en el de los caballos, en que fue muy singular y acertado en el toreo, como en el de la espada y pintura, sin que le faltase el entretenimiento de hacer muy buenos versos.

## Juventud
Sus hermanos mayores, Juan Antonio y Francisco, fallecieron en 1640, por lo que el mayorazgo establecido por su padre le correspondió a Miguel.
Según los amigos de Miguel:

su natural fue demasiado vivo, su entendimiento claro, su valor intrépido; que acompañadas estas partes con sus pocos años y la mucha riqueza de sus padres, no hubo mocedad que no ejecutase y travesura a que no se atreviese. Y en tanto grado era peligroso, que los amigos se retiraban de acompañarlo, temiendo sus arrojos y los riesgos en que los ponía.

Su sobrino, Juan Gutiérrez Tello, marqués de Paradas, hijo de su hermana Isabel, dijo de él:

Antes de su conversión fue el más soberbio, intrépido y colérico que se puede decir; borrascosísimo, pues cada día no se oía otra cosa que pendencias y lances que había tenido. Todo el mundo le parecía poco y aun en muchos no cabía su despepitado natural, llevado de su gran valor.

El epitafio de Miguel, encargado por él mismo en su testamento, dice: 

Aquí yacen los huesos y cenizas del peor hombre que ha habido en el mundo, rueguen a Dios por él

Miguel, en su propio testamento, dirá:

Yo, Don Miguel Mañara, ceniza y polvo, pecador desdichado, pues los más de mis malogrados días ofendí a la Majestad altísima de Dios, mi Padre, cuya criatura y esclavo vil me confieso. Serví a Babilonia y al demonio, su príncipe, con mil abominaciones, soberbias, adulterios, juramentos, escándalos y latrocinios; cuyos pecados y maldades no tienen número y solo la gran sabiduría de Dios puede numerarlos, y su infinita paciencia sufrirlos, y su infinita misericordia perdonarlos.

También Miguel, en su Discurso de la Verdad, escribirá:

Y yo que escribo esto (con dolor de mi corazón y lágrimas en mis ojos lo confieso), más de treinta años dejé el monte santo de Jesucristo y serví loco y ciego a Babilonia y sus vicios. Bebí el sucio cáliz de sus deleites e ingrato a mi Señor serví a su enemiga, no hartándome de beber en los sucios charcos de sus abominaciones.

En 1645 y 1650 fue elegido diputado de la Hermandad de la Soledad de la Iglesia de San Lorenzo.
Su padre, Tomás, murió el 29 de abril de 1648 y fue enterrado en la iglesia del Colegio de San Buenaventura. Miguel se convirtió en una de las personas más ricas de la ciudad.
En 1648 contrajo matrimonio por poderes con Jerónima María Antonia Carrillo de Mendoza y Castrillo, nacida en Guadix en 1628, que hasta entonces vivía en Granada y era la única heredera de la fortuna de sus padres. El 18 de agosto de 1648, Miguel había delegado en el padre de la novia para que pudiera llevar a cabo el matrimonio en su nombre. El 31 de agosto se celebró por poderes en casa de la novia y el 14 de septiembre fue aprobado por el canónigo Gonzalo de Acosta. Posteriormente, la esposa se trasladó a Sevilla y el matrimonio recibió la bendición en la Iglesia de San Bartolomé el 18 de enero de 1649.
Miguel se trasladaba a veces a los señoríos que tenía la madre de su mujer en Montejaque y Benaoján, en la Serranía de Ronda, donde practicaba la caza, y se retiraba también al convento de carmelitas descalzos del Desierto de las Nieves, en El Burgo, para meditar.
En 1651 se le concedió el cargo de provincial, caballero veinticuatro y juez ejecutivo de la Santa Hermandad, que llevaba anejo el cargo de alcalde mayor o regidor perpetuo, junto con los demás alcaldes que había en Sevilla.
La madre de Miguel falleció el 29 de noviembre de 1651.
El cabildo municipal le eligió como diputado de la defensa de la tierra de Sevilla, de la Casa de la Moneda, de la visita de boticas, de las llaves del Archivo y del agua, de la Cárcel Real y de la Casa de Inocentes o Casa Cuna. También fue diputado de los gremios de chapineros, guarnicioneros, roperos, olleros y peineros. Estuvo en una comisión encargada de proponer lo más conveniente para la venta en Sevilla de los vinos del Aljarafe y Constantina.
En 1657 dio el pésame a la familia del duque de Osuna, muerto siendo virrey de Sicilia, en nombre de la ciudad.
En enero de 1658 viajó a Madrid como caballero veinticuatro de Sevilla, con otro tal y dos jurados para felicitar a los reyes por el nacimiento de Felipe Próspero, hijo de Felipe IV.
Consta que acudió a reuniones de la Junta del Consulado de Cargadores a Indias en 1655, 1656, 1659 y 1663. El 3 de junio de 1664 partió a Madrid para realizar gestiones de esta institución en la Corte, donde permanecerá hasta finales de noviembre.
En 1665 se encargó de preparar una procesión inmaculista con motivo de la renovación de la Iglesia de Santa María la Blanca.

## Muerte de su esposa
Su esposa, Jerónima, falleció en Montejaque el 17 de septiembre de 1661. Fue enterrada en la Iglesia de Santiago de la localidad.
Un par de meses después de la muerte de su mujer, Miguel se trasladó por un tiempo de cinco o seis meses al monasterio de carmelitas descalzos del Desierto de las Nieves. Los historiadores han considerado la muerte de su mujer fundamental en su conversión.
Se planteó retirarse del mundo para llevar una vida religiosa con los cartujos, los franciscanos o los mercedarios. Su confesor, Juan de la Presentación, fraile mercedario descalzo del convento de San José, le disuadió diciéndole que sería más útil a Dios tratando con la gente. El arzobispo de Sevilla, Antonio Payno Osorio, con quien tenía amistad, también le disuadió de la idea de retirarse.
En 1667 falleció también la madre de su difunta mujer, Ana Ignacia de Castrillo y Fajardo. Mañara hizo un viaje a Écija para acudir al funeral. Los señoríos de Ana de Cuevas del Becerro, Montejaque y Benaoján quedaron en manos de su hermana Catalina. El padre de su difunta mujer, Diego Carrillo, se quedó solamente con sus rentas de Huélago y Fonelas, que no le alcanzaban para mantener su nivel de vida. Finalmente, acumuló deudas y sus rentas le fueron embargadas. Miguel Mañara acogió a Diego en su casa palacio de la calle Levíes, donde su suegro vivió hasta su muerte, ocurrida el 15 de septiembre de 1672.

## Incidente de la calle del Ataúd
Antes del cambio de vida de Mañara, yendo acompañado de su paje, Alonso Pérez de Velasco, le ocurrió un hecho considerado por Mañara como sobrenatural y que se conoce gracias al testimonio de su acompañante. Yendo ambos una noche del palacio de la calle Levíes a una casa, existiendo riesgo para la vida de Mañara, pasaron por la iglesia de Santa Cruz y el paje oyó que se estaba cantando en ella como solía hacerse en los entierros. Entonces se asomó a la puerta y no vio nada. Continuaron andando hasta llegar a la calle del Ataúd y ambos escucharon a alguien decir "Traigan el ataúd, que ya está muerto". Después, Mañara cayó al suelo con la espada y el broquel que llevaba y no supo quién le había derribado. Tras esto, Mañara decidió regresar a su palacio dándole gracias a Dios por todos los beneficios que le hacía y, posteriormente, supo que aquella noche le estaban esperando para matarlo.
Cabe destacar que, en ese momento, no podía estar teniendo lugar ningún entierro. En 1604 tuvo lugar un sínodo convocado por el arzobispo Fernando Niño de Guevara que disponía que a los muertos no se les podía enterrar de noche y esta normativa seguía vigente.

## Mañara y la Hermandad de la Santa Caridad

### Comienzos y nombramiento como hermano mayor
Existen referencias a la Hermandad de la Santa Caridad desde mediados del siglo XV. En 1456 un racionero de Sevilla llamado Pedro Martínez de la Caridad legó dinero para que sus hermanos pudieran dar sepultura a los ajusticiados. Esta institución se dedicó durante mucho tiempo a recoger los cadáveres de los ahogados en el río y a dar sepultura a los pobres y ajusticiados. Hay registros de la misma desde 1565, posiblemente por la incorporación del primer escribano a la hermandad. En 1588 la hermandad acordó instalarse en la Capilla de San Jorge, que se encontraba en las Atarazanas. Como la Capilla de San Jorge se les quedó pequeña, en la década de 1640 empezaron con la construcción de una nueva iglesia en este lugar. Las obras quedaron paralizadas en 1658, cuando ya estaba levantada la nave principal y la capilla mayor.
La regla de la hermandad, renovada en 1661, dice que el objetivo de la misma era valerse de limosnas para enterrar a los muertos que no tenían quien les diese sepultura, llevar a los hospitales a los pobres que no tenían ayuda, recoger los cadáveres de los ajusticiados, acompañar a los ajusticiados a los suplicios, enterrarlos y ofrecer misas por sus almas. Desde 1653 los miembros juraban defender la Inmaculada Concepción de la Virgen María.
La tarde del 13 de agosto de 1662 Miguel Mañara se encontraba paseando cerca del río Guadalquivir. Cuando pasó por la Iglesia de San Jorge encontró a algunos miembros de la citada hermandad, entre los que se encontraba el hermano mayor, Diego de Mirafuentes, con quien entabló conversación y le solicitó su ingreso en la hermandad. A los pocos días, Mañara solicitó su ingreso por escrito.
El 27 de diciembre de 1662 Mañara se ofreció como diputado de entierros durante el mes de enero siguiente. Con esto, se comprometió a recorrer las calles buscando pobres que morían desamparados, a preparar lo necesario para su entierro y a acompañarlo después llevando la insignia de la hermandad y repitiendo en voz alta "Limosna para enterrar a los pobres de la Santa Caridad de Nuestro Señor Jesucristo".
En mayo de 1663 pidió encargarse de pedir limosna para la corporación en la puerta de la catedral. Tras esto, Mañara fue nombrado consiliario de gobierno de la hermandad. Ostentando este cargo, fue con otros a recoger limosnas para ayudar a los damnificados por una riada y solucionó algunos problemas económicos de la corporación.
En una reunión del 9 de diciembre de 1663 expuso el hecho de que los pobres se encontrasen frente a las inclemencias del tiempo provocaba la muerte de muchos, por lo que propuso que se les diese refugio durante la noche. En aquel momento, algunos miembros de la hermandad se opusieron y otros dijeron que lo hiciese, pero sin prestarle ayuda.
Según las actas de la organización, el 27 de diciembre de 1663 Miguel Mañara fue elegido hermano mayor por unanimidad.
Mañara también se dedicaba a recoger limosnas para repartirlas y, con parroquias y conventos, investigaba las necesidades que había en la ciudad para socorrerlas.

### Iglesia y Hospital de la Caridad
El 27 de febrero de 1664 propuso pedir un almacén de las Atarazanas, instalar en él una chimenea, colocar camas y alojar en él a los pobres. Aunque algunos miembros se opusieron y se rieron de su idea por tener mayor coste que el resto de actividades de la hermandad, la mayoría votó a favor.
El cabildo catedralicio acordó aportar, el 11 de mayo de 1664, 200 ducados anuales al hospicio.
En el viaje que hizo Mañara a Madrid, entre junio y noviembre de 1664, también se encargó de asuntos relacionados con la Caridad, siendo el más importante de ellos el arriendo de una de las naves de las Reales Atarazanas.
Al principio el hospicio solo daba servicio entre el 14 de septiembre, fiesta de la Santa Cruz, hasta el 23 de abril, día de San Jorge, porque se entendió que, con unas temperaturas más cálidas, los pobres no necesitaban este alivio.
El 10 de enero de 1665 Mañara presentó a la hermandad una instrucción sobre el funcionamiento del hospicio. Esta fue aprobada por el instructor y vicario general de la diócesis, Diego Triviño, el 16 de enero de ese año.
En 1666 Mañara mandó a vender en América varios objetos suyos valiosos, entre los cuales había una sortija de oro con nueve diamantes, y logró sacar unos 3000 pesos, que donó a la Caridad. Con ellos pudieron comprar el almacén y compraron cuatro camas especiales para aquellos pobres enfermos que tenían que quedarse en el hospicio hasta ser trasladados a algún hospital.
El 9 de enero de 1667, la hermandad contabiliza que:

ya pasan más de tres mil pobres los que se han recogido, más de veinte difuntos los que han muerto con sus sacramentos, multitud de enfermos que han estado recogidos mientras se conseguía se recibiesen en los hospitales, mucha cantidad de ropa que se ha dado de limosna [...] satisfaciendo sus hambres así a los que llegan peregrinos como a los enfermos que se quedaban dentro.

En 1666 Mañara renunció a sus cargos de alcalde mayor y de provincial de la Santa Hermandad. Entonces en su casa solo había un paje y dos amas, María de Hoyos y Catalina Hermosa, que su madre le había dejado encomendadas.
Entre 1663 y 1679, la Caridad consiguió 550 nuevos hermanos, entre los cuales había miembros de la nobleza, artistas, hombres de letras y otras personas de prestigio. El pintor Murillo se unió el 10 de mayo de 1665.
La obra de la iglesia llevaba parada desde 1658. El 15 de marzo de 1666 un hombre llamado Luis acudió a la casa de Miguel Mañara para donar 50 pesos, que había logrado ahorrar su difunta mujer castañera. Ese mismo día, en una reunión de la hermandad, Mañara animó a todos a donar algo, aunque fuese un ladrillo, para terminar la iglesia y les dijo que esta cantidad se sumaría a los 50 pesos de Luis. En ese momento, los hermanos iniciaron una colecta con la que reunieron 30 000 reales. Por su cuenta, Mañara pidió un préstamo de 16 000 y, de Madrid, llegó la concesión de un préstamo de 208 436 maravedís del Servicio de Millones, una especie de banco que tenían los cargadores a Indias. A esto se le sumaron otras limosnas y, finalmente, se pudo concluir el cuerpo principal del templo. En 1669 los hermanos solicitaron a Mañara que buscase fondos para terminar esta iglesia. La obra pudo continuar y, el 16 de marzo de 1670, se dieron por terminadas la capilla mayor y la sacristía. Mañara se encargó de la temática de la decoración. Las pinturas fueron realizadas por el hermano Murillo y por Juan de Valdés Leal, hermano y amigo del hermano mayor. En uno de los cuadros de Valdés Leal, titulado Finis Gloriae Mundi, aparece el propio Mañara muerto con el escudo de la Orden de Calatrava. La labor escultórica fue realizada por Bernardo Simón de Pineda y Pedro Roldán.
Mañara estimó necesaria la construcción de una enfermería, así como una cocina en la que guisar a los pobres, un guardarropa y oficinas. El intendente del Real Alcázar, del que dependían también las Reales Atarazanas, les pidió 16000 ducados por el traspaso de otro almacén. Se dio la circunstancia de que se encontraba en Sevilla, para embarcar hacia las Indias, el capitán Mateo de Soto. Este sufrió un dolor de muerte. El obispo de Cuzco, Manuel Mollinedo y Angulo, que también se encontraba en la ciudad de camino a América y que había visitado la Caridad, le aconsejó al capitán que donase dinero a esta obra y este dejó un legado con esa cantidad.

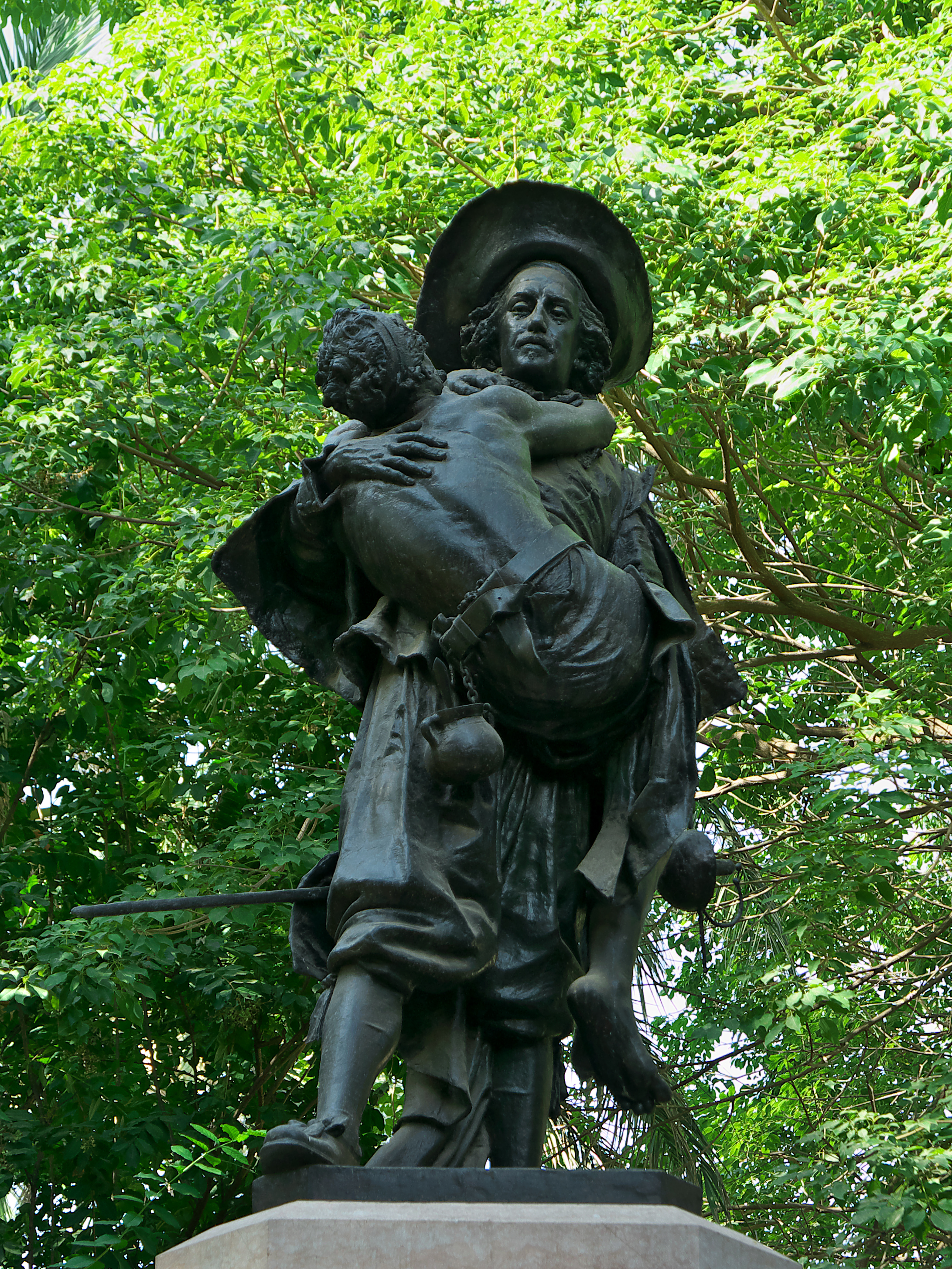
Estatua de Miguel Mañara, en los jardines de la Caridad, en Sevilla, obra del escultor Antonio Susillo, realizada en el año 1902, con posterioridad a la muerte del escultor, a partir de la figura que había realizado Susillo en 1895 para la galería de los doce sevillanos ilustres del exterior del Palacio de San Telmo.

En junio de 1673 llegó el permiso de Madrid para construir la enfermería en una nave de las Atarazanas y, aunque todavía no había llegado el legado de Mateo de Soto, Mañara empezó las obras de inmediato. El 14 de junio de 1674 la enfermería ya estaba lista. Contaba con 24 camas.
Mañara acogía en su palacio al padre de su difunta esposa, pero al fallecer este 1673, arrendó su palacio para vivir de alquiler en una modesta vivienda cercana a la Caridad.
En 1673 Mañara propuso la creación de los hermanos de penitencia para encargarse de la enfermería. Esto fue aprobado por el racionero de la Iglesia Metropolitana de Sevilla, provisor y vicario, Gregorio Basttan y Arostegui. Estos hermanos vestirían un hábito de paño de color pardo y una cruz con escapulario de color azul. En los tiempos de Mañara solamente eran seis: el enfermero mayor, el segundo enfermero, el ropero (que tenía inventariada la ropa), el hospiciero (que se encargaba de las camas, de la lumbre y de expulsar a los que no tuviesen buen comportamiento), el refitolero (que se encargaba de la despensa y las bodegas) y el cocinero.
El 16 de julio de 1674 se inauguró la iglesia.
En 1675 Mañara elaboró una nueva regla para la hermandad. En esta se incluyó que la Caridad se dedicaría a albergar y cuidar a los enfermos pobres que fuesen incurables, prestando primeros auxilios a los pobres menos graves y transportándolos luego en silla de mano a otros hospitales.
En 1675 Mañara tomó la determinación de construir una nueva enfermería. Por Real Cédula del 18 de febrero de 1676 se le concedieron a la Caridad dos almacenes y dos casas pegadas a las Atarazanas por 102000 maravedís de renta. Las obras comenzaron inmediatamente y, en septiembre de 1677, se terminó la segunda enfermería.
Mañara pensaba a veces en retirarse permanentemente para llevar una vida religiosa ya que pensaba que estar con otras personas dificultaba su salvación pero no lo hacía por consejo de sus confesores, fray Juan de la Presentación primero y Juan Grande Santos de San Pedro después. Habitualmente, sobre todo en Semana Santa, se retiraba temporalmente al monasterio cartujo de Santa María de las Cuevas de Sevilla o al monasterio franciscano de San Pablo de la Breña en Morón de la Frontera.
El 17 de octubre de 1677 Mañara pidió que le dejasen vivir en la Caridad, como un pobre más, y los hermanos aceptaron.
El 15 de marzo de 1678 Mañara escribió al entonces regente Juan José de Austria para pedirle más espacio en las Atarazanas para construir una tercera enfermería. Ese mismo año se iniciaron las obras de esta enfermería y se construyeron los patios, realizados por Leonardo de Figueroa.

## El asunto de las comedias
En abril de 1679 llegó a Sevilla una compañía de cómicos que, como era costumbre, pidió permiso a las autoridades para poder actuar. Sevilla acababa de superar una epidemia e inundaciones y algunos pensaban que lo que debería de hacerse en la ciudad era aplacar a Dios con oraciones en lugar de irritarle con ese divertimento disoluto. Para evitar la representación, el arzobispo recurrió al asistente de Sevilla y al Consejo de Castilla y estaba dispuesto a dar 1 000 ducados de su bolsillo a los cómicos en compensación.
Mañara tampoco estaba de acuerdo con las representaciones de comedias. El 4 de abril escribió una carta a Carlos Herrera Ramírez, que había sido previamente asistente de Sevilla y que entonces era miembro del Consejo Real. Mañara era consciente de que estaba haciendo algo impopular que podría desatar las iras de algunos contra él y sus hermanos de la Caridad, temerosos de que le pudiese ocurrir algo, intentaron que la carta no se enviase. En la respuesta, fechada el 11 de abril, se le comunicó que el Consejo había acordado que cesasen por entonces las comedias.

## Hermandades filiales
En la época de Mañara se fueron remozando viejas hermandades o creándose otras nuevas con el mismo propósito por Andalucía, que se afiliaron a la de Sevilla. Estas surgieron en Utrera en 1667, Carmona en 1670, Gibraltar en 1671, Cádiz en 1673, Rota en 1674, Ayamonte en 1674 o 1675, Marchena en 1675, Fuentes de Andalucía en 1677, El Puerto de Santa María en 1679, Jerez de la Frontera en 1681, Lebrija en 1682, Málaga en 1683, Cantillana en 1696, Antequera en 1721 y Campillos en 1731. También se fundaron en Las Cabezas de San Juan y Ronda, pero no se sabe la fecha.

## ElDiscurso de la Verdad
Mañara escribió Discurso de la verdad, dedicado a la alta imperial majestad de Dios, obra publicada en Sevilla en la Imprenta de Don Tomás López de Haro en 1671. Se trata de un texto ascético-espiritual, donde pone de manifiesto un desprecio por la vida, realiza una valoración de la muerte y hace una descripción barroca de las postrimerías. Se hace hincapié en el escándalo que debe producir la gran Babilonia, a la que el cristiano debe oponerse.

Considerad en dos campos de batalla, como san Cipriano consideraba, dos ejércitos: el de Dios Nuestro Señor en un monte, cuyo capitán es Cristo [...] y en el monte opuesto, monte de la vanidad, teatro de la soberbia y corte de la gran Babilonia, enemiga de Dios y compañera del demonio.

Habla de la confusión en el lenguaje, que engaña y desconcierta a los no avisados:

Quien ve al poderoso le llama rico; y es mentira, porque le faltan a su codicia todos los bienes ajenos. Dícenle que es señor y no lo es, porque no tiene los bienes, antes los bienes le tienen a él [...] Al fuerte y temerario le llaman valiente y es todos los días vencido de sus pasiones. Llaman belleza a la compostura de carne podrida, que mañana será gusanos. Al virtuoso llaman hipócrita y al hipócrita hombre ajustado. Al liberal, pródigo y al pródigo hombre bizarro. Al verdadero, buen hombre (que ya el serlo es oprobio), y al embustero cortesano. Al bufón, hombre ligero y al que es modesto, pesado. Este es el vocabulario de la casa de los locos y del palacio del humo, donde reina Babilonia y a donde habitan las bienaventuranzas temporales, que hoy son y mañana no parecen, opuestas a las bienaventuranzas de Dios Nuestro Señor, que habita en la casa de la luz [...] Tan opuestos como son los autores, son opuestas las doctrinas. Cristo nos dice: quien es de este mundo, no es de Dios; servir a Dios y a las riquezas no puede ser; agradar a dos señores tan opuestos, es imposible.

También expresa su indignación por los hipócritas, que aparentan ser virtuosos y tapan sus malas acciones.

## Muerte

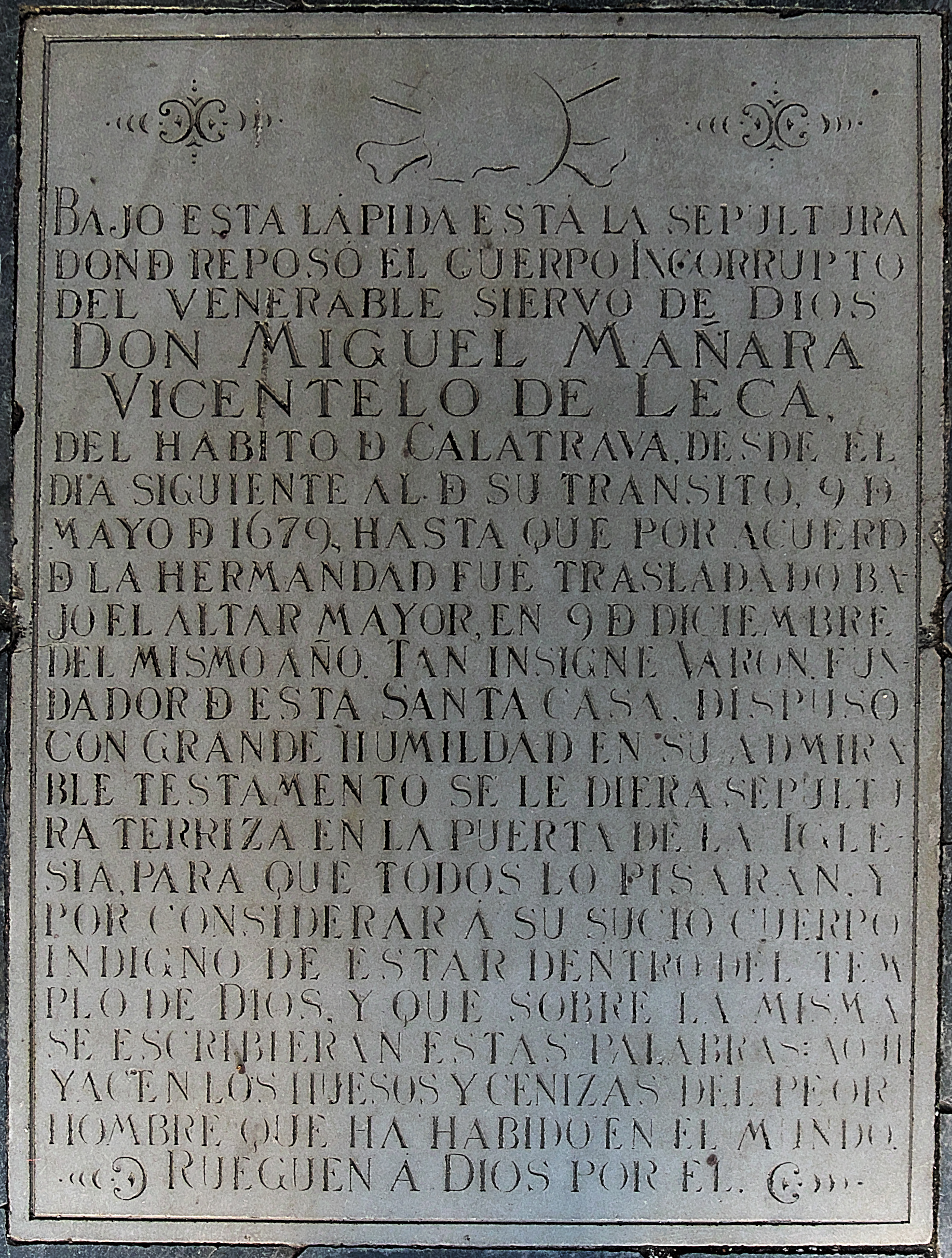
Lápida sepulcral de Miguel Mañara en la Iglesia de San Jorge.

En los últimos años de su vida, tuvo dolores de estómago y de cabeza, así como vómitos de sangre y sangrados por la nariz y la boca. En 1677 le vino una fiebre que le ocasionó mucho sufrimiento. También padeció una convulsión nerviosa en la boca y dolores extremadamente fuertes, de los que nunca se quejaba.
Por esta época mantuvo una conversación con el arzobispo Ambrosio Ignacio Spínola y Guzmán, que era amigo suyo, mientras repartía limosnas en la puerta del palacio arzobispal. En ella manifestó que no tenía miedo a la muerte y que le alegraba porque tenía grandes deseos de ver a Dios.
El 17 de marzo de 1679 escribió su testamento. En él distribuye sus objetos de devoción entre sus amigos y deja su cama y ciertas cantidades a unas viudas pobres. Pidió ser enterrado en el suelo de la Iglesia de San Jorge:

para que todos me pisen y huellen; y allí sea sepultado mi sucio cuerpo, indigno de estar dentro del templo de Dios.

A finales de abril de 1679 enfermó de tabardillo, una epidemia que asolaba entonces la ciudad. El 4 de mayo prácticamente dejó de hablar con la gente y solo decía algunas cosas espirituales. La enfermedad empeoró y el arzobispo le visitó un par de veces. Los dolores le aumentaron. Se confesó con el capellán de la Caridad y recibió el Viático. El 9 de mayo pidió al prior de la cartuja que comunicase su estado para que los frailes de ese monasterio rezasen por él. Ese día le preguntó su confesor, Juan Grande Santos de San Pedro, cómo se encontraba y él contestó con sus últimas palabras:

Con grandes deseos de salir de este mal mundo y de ir a ver a Dios.

Ese mismo día falleció. La noticia de su muerte se extendió por toda Sevilla y mucha gente acudió a ver su cuerpo, que se encontraba en uno de los aposentos altos, envuelto en el manto de la Orden de Calatrava, sobre una estera de esparto y con una cruz de ceniza en el suelo, tal y como él había mandado. El 10 de mayo fue trasladado para su entierro, envuelto en un manto con el símbolo de la Caridad.
El 19 de mayo comenzó un novenario en su memoria, con la participación por turnos del clero sevillano.
Había sido enterrado junto a la puerta de la iglesia el 10 de mayo de 1679, pero el 9 de diciembre del mismo año su cuerpo fue trasladado a una bóveda debajo del presbiterio, en el lado derecho del altar.

## Miguel Mañara frente al mito de don Juan
En la década de 1610, antes del nacimiento de Miguel Mañara, se escribió una obra, llamada Tan largo me lo fiais, sobre un personaje de ficción sevillano llamado don Juan Tenorio.
En 1830 Prosper Mérimée visitó Sevilla. Escribió su obra Les Âmes du purgatoire, publicada por primera vez en Revue des Deux Mondes el 15 de agosto de 1834. El protagonista de la misma es un tal don Juan de Maraña. Esta iba acompañada de una introducción que dice:

Sevilla por sí sola ha tenido más de un don Juan; otras muchas ciudades citan el suyo. Cada uno de ellos tenía antiguamente su propia leyenda. Con el tiempo, todas se han fundido en una sola. Sin embargo, mirándolo bien, es fácil establecer la parte que le corresponde a cada uno, o al menos distinguir a dos de estos héroes, a saber: don Juan Tenorio, a quien como todo el mundo sabe, se lo llevó una estatua de piedra; y don Juan de Maraña, cuyo fin fue muy diferente. Se cuentan de la misma manera las vidas de uno y otro: solo el desenlace los distingue.

Alejandro Dumas escribió en 1836 su obra Don Juan de Marana o la caída de un ángel, sobre un personaje que lleva una vida licenciosa, se arrepiente, funda el hospital de la Caridad y es enterrado en su capilla. En 1846 Dumas estuvo en Sevilla y, en el relato de su viaje por España, Impressions de voyage. De París à Cadix, escribió que don Juan de Marana fundó un hospicio.
Théophile Gautier estuvo en España en 1840 y tres años después escribió su Voyage en Espagne, en el que habla de la fundación de un hospicio por don Juan de Manara.
Louis-Antoine Tenant de Latour estuvo en Sevilla en 1848 y escribió Études sur l'Espagne et l'Andalousie en 1855, donde indica que don Juan Tenorio y Miguel Mañara son personas diferentes.
Hans Christian Andersen, que visitó la Caridad en 1862, escribió que esta fue fundada por don Juan Tenorio y que otra leyenda española le llamaba Juan de Maraña.
Hay numerosas obras que relacionan a Mañara con don Juan. Por ejemplo: en 1894 Maurice Barrès escribió Une visite à Don Juan, donde menciona a un tal don Miguel Manara Vicentello de Leca; en 1896 Pierre-Paul Raoul Colonna de Cesari Rocca escribió La vie de Don Juan, donde aparece don Miguel Manara, hijo de don Tomaso Manara Vicentelo de Leca; en 1898 Edmond Haraucourt escribió Don Juan de Mañara; en 1915 Guillaume Apollinaire escribió Don Juan de Mañara ou le Don Juan des Flandres; en 1923 Arnold Bennett escribió Don Juan de Marana, duque de Marana; en 1925 August Enna escribió la ópera Don Juan Maraña; en 1927 los hermanos Manuel y Antonio Machado escribieron la obra de teatro Juan de Mañara; en 1937 Eugène Goosens escribió la ópera Don Juan de Mañara basándose en el libreto de Arnold Bennett; en 1948 Vicent Sherman realizó la película Les aventures de Don Juan, donde el protagonista es un tal don Juan de Maraña; en 1950 Esther van Loo escribió Le vrai Don Juan, donde lo nombra como Miguel de Leca y Colona y Mañara y Vicentelo, conde de Mañara; en 1952 se realizó el drama lírico Don Juan de Mañara-Miguel Mañara  por parte de Oscar Venceslas de Lubicz-Milosz y Henri Tomasi.
Antonio Machado, en su poema Retrato, que se encuentra en la obra Campos de Castilla, de 1912, define a Mañara como a un seductor y lo compara como el marqués de Bradomín, un personaje romántico creado por Valle-Inclán en 1902. Machado escribió:

Ni un seductor Mañara ni un Brandomín he sido

## Proceso de canonización
Juan de Cárdenas, jesuita amigo de Mañara, terminó una biografía sobre él en 1679. Esta fue publicada en 1680. Cárdenas alentó que la Hermandad de la Caridad iniciase el periodo informativo diocesano para la canonización. Para ello, en julio de 1680 y agosto de 1682 veinte testigos fueron interrogados en Sevilla, mientras que en Madrid y Salamanca fueron interrogados otros diez en 1682. Por razones que se desconocen, el proceso no continuó.

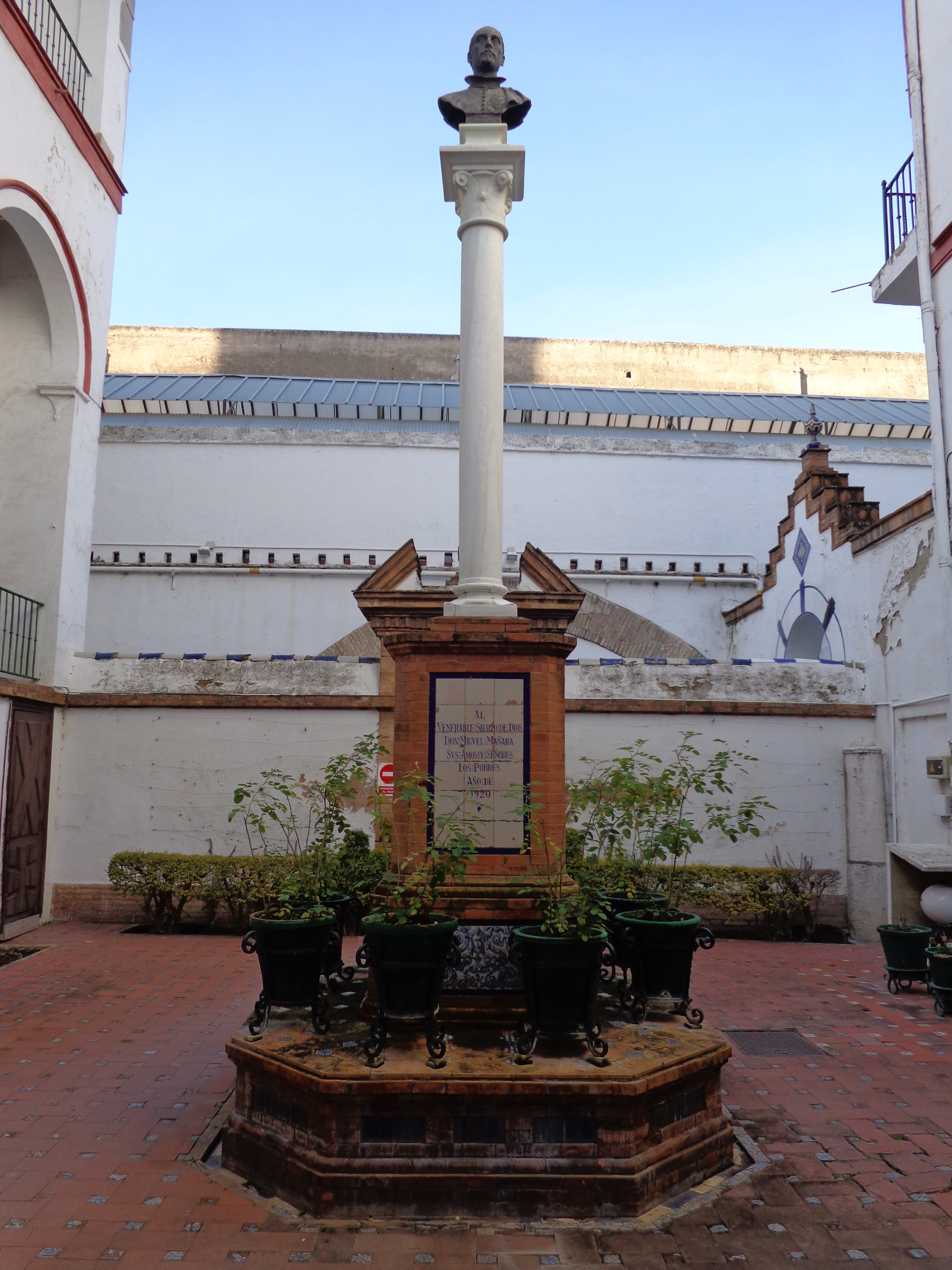
Los rosales que se consideran traídos a la Caridad por Miguel Mañara hacia 1671 fueron colocados en una azotea, luego en un patio en 1802 y, finalmente, en otro patio en 1920, junto a un monumento con un busto realizado por José Lafita Díaz.

En 1748 un hermano de la Caridad propuso de nuevo este asunto, que contaba con el interés del marqués de la Ensenada, que era primer ministro de Fernando VI, y del arzobispo coadjutor Francisco de Solís Folch de Cardona. La autoridad eclesiástica interrogó a testigos o conocedores de testigos de la vida de Mañara en 1749 y entre 1753 y 1754. Uno de ellos, que entró como hermano de penitencia en 1705, informó que coetáneos de Mañara le habían dicho que hacia 1671 Mañara había llevado a la Caridad unos rosales que no habían parado de florecer año a año sin que nadie les cambiase la tierra. Este hecho se incluyó en el catálogo de milagros de Miguel Mañara de 1770 para su causa de canonización en Roma. Estos rosales se conservan en la actualidad en un patio de la Caridad.
En 1764 Carlos III mostró su apoyo a la causa de canonización en una carta al cabildo municipal de Sevilla. Se reunieron, entre 1769 y 1770, 84 cartas de recomendación de arzobispos, obispos, cabildos catedralicios, superiores generales de órdenes religiosas y cabildos municipales de España para solicitar a la Congregación de Ritos que abriese el proceso de canonización. Finalmente, la causa es confirmada solemnemente por el papa Clemente XIV el 18 de agosto de 1770. A partir de entonces en Sevilla empiezan a llamar a Miguel Mañara "venerable".
Entre 1771 y 1772 se interroga en Sevilla a doce personas. En 1776 se enviaron los escritos de Mañara a Roma para garantizar su ortodoxia. En 1777 se interrogó a ocho clérigos españoles en Roma sobre la vida, las virtudes y los milagros de Mañara. El proceso sobre sus virtudes fue aprobado por Pío VI el 27 de mayo de 1778.
Sin embargo, el 31 de agosto de 1778, por tensiones entre el rey y la Santa Sede, Carlos III ordena suspender todas las causas españolas de canonización. En 1779 se reanudaron algunas, pero no la de Mañara. En 1802, gracias a gestiones con Carlos IV, se logra levantar la suspensión de la causa, pero el proceso no continuó.
Entre 1840 y 1861, siendo hermano mayor un familiar de Mañara, José Antonio Ponce de León y Bucareli Vicentelo de Leca, conde de Cantillana, se iniciaron trámites en Roma en este sentido, a través del jesuita Ignacio Lerdo, que desembocan en el nombramiento de un postulador, Scipione Perilli. Se trataba de continuar con el examen de las virtudes de Mañara, pero se pudieron reunir pocas piezas del proceso del siglo XVIII y el proceso no continuó.
El canónigo José Sebastián y Bandarán fue vicepostulador de esta causa entre 1921 y 1972. En 1937 descubrió documentos necesarios en la Biblioteca Nacional de París. Esto permitió la reapertura del proceso en 1957. En 1971 el sacerdote e historiador Francisco Martín Hernández se encargó de un estudio biográfico crítico para la Congregación para las Causas de los Santos. Este estudio fue concluido en 1978, con el título de Positio super virtubitus. Fue validado en 1979 por consultores historiadores del Vaticano, a lo que siguió una discusión de consultores teólogos. Finalmente, el 6 de junio de 1985, con Juan Pablo II, se reconoció que había vivido heroicamente las virtudes cristianas, lo que equivale a la declaración oficial de venerable.